# Los Angeles Rams
A Los Angeles Rams amerikaifutball-csapat az Amerikai Egyesült Államokban, a Kalifornia állambeli Los Angelesben, amely a National Football League (NFL) National Football Conference (NFC) konferenciájának nyugati csoportjában játszik.

## Története

### Cleveland Rams
A Los Angeles Rams jogelődje 1937-ben alakult Clevelandban, Cleveland Rams néven, bár némi bonyodalmat jelent, hogy egy évvel korábban, hasonló néven már alakult egy csapat a városban, de az 1937-es alakulat vezetői teljesen mások voltak, a játékosok között is csak négyfős átfedés volt, ezért a két franchise-t külön klubként kezelik. A csapat névadója Damon Wetzel vezérigazgató volt, mert kedvenc egyetemi csapata is a Rams (Kosok) nevet viselte. A klubot az NFL nyugati csoportjába sorolták be.
A csapat az első hat évében gyengén szerepelt, 1943-ban pedig a második világháború miatt még szüneteltette is a működését. Közben, 1941-ben Dan Reeves vette át a tulajdonosi funkciót. Kiválóan sikerült az 1945-ös szezon: Adam Walsh vezetőedző irányításával 9–1-es alapszakaszt produkáltak, a clevelandi Municipal Stadionban, 32 178 néző előtt lejátszott bajnoki döntőben pedig – végig vezetve – 15–14-re győztek a Washington Redskins ellen. A korábban botladozó klub bajnoki címet szerzett, Walsh pedig elnyerte az év edzője címet. A városban frissen alakult Cleveland Browns azonban népszerűbb volt a szurkolók körében, ezért Dan Reeves Los Angelesbe költöztette a csapatot, amely felvette a Los Angeles Rams nevet. Itt is volt azonban városi rivális, de a Los Angeles Dons nevű alakulat hamar megszűnt.

### Los Angeles Rams
Az új telephelyen, Clark Shaughnessy vezetőedző irányításával játszó csapat már 1949-ben kiváló alapszakaszt teljesített (8–2), de a döntőben simán, 14–0-ra kikaptak a Philadelphia Eaglestől. 1950-ben, immár az NFL nemzeti főcsoportjába sorolt gárda új edzővel, Joe Stydaharral dolgozva a szezon folyamán huszonkét NFL-rekordot állított fel, csupán egyetlen mérkőzésen nem érték el a 30 pontot, és 9–3-as mutatóval zártak. Ennek is köszönhetően a Rams volt az első olyan csapat, amelynek az összes mérkőzését közvetítette a televízió. A bajnoki döntőt azonban – egy utolsó percben szerzett mezőnygóllal – még elvesztették a Cleveland Browns ellen. A következő, 1951-es idényben viszont, a 8–4-es alapszakaszt követően visszavágtak a Brownsnak, és a bajnoki döntőben 24–17-re győztek. 1955-ben ismét egy Rams–Browns-döntő következett, amit a Cleveland nyert meg 38–14-re. A döntő utáni években komoly hanyatlás következett, egészen 1966-ig mindössze két szezont zártak pozitív mutatóval. Ekkor viszont George Allen vezető edző érkezett a csapathoz, és kialakította azt Lamar Lundy, Rosey Grier, Merlin Olsen és Deacon Jones alkotta, „Fearsome Foursome” néven emlegetett erőteljes védőfalat, amellyel és Roman Gabriel irányítóval kétszer is csoportgyőztesek lettek, de a rájátszásban már nem voltak sikeresek.
1971-ben meghalt a tulajdonos Dan Reeves, halála után Robert Irsay vette meg a csapatot, majd átadta Carroll Rosenboomnak, a Baltimore Colts (később ebből lett az Indianapolis Colts) tulajdonosának. 1973-ban nagy remények közepette szerződtették Chuck Knox vezetőedzőt, akivel biztatóan kezdtek, megnyerték a csoportjukat, de a döntő már nem sikerült. Ennek ellenére Knoxot az év edzőjének választották. Az ez utáni négy évben is csoportgyőztesek voltak, de legfeljebb csak az első rájátszás-mérkőzésüket tudták nyerni, ami miatt 1978-ban edzőt cseréltek, Ray Malavasi kapott bizalmat. 1979-ben végre bejutottak a Super Bowlba (9–7, Dallas Cowboys 21–19), Tampa Bay Buccaneers 9–0), ahol a Pittsburgh Steelersszel találkoztak. A 14. szuperdöntőn, a negyedik negyedben elhúzva, a Steelers győzött 31–19-re.
Az 1982-es csonka szezon sikertelensége után John Robinson lett a vezetőedző, a játékosbörzén megkaparintották Eric Dickersont, a kiváló futót, aki első évében 1808 yardot, a következő évben pedig már 2015 yardot futott, és mindkettő ma is élő NFL-rekord. A csapat 1983 és 1989 között – egy kivételével – minden évben bejutott a rájátszásba, de a Super Bowlba bejutni csak 1989-ben volt esélyük, de a konferenciadöntőben 30–3-ra kikaptak a San Francisco 49erstől.

### St. Louis Rams
Öt nagyon rossz szezon után, 1995-ben a klub Saint Louisba költözött, miközben a társtulajdonos Stanley Kroenke lett. 1997-ben Dick Vermeilt szerződtették vezetőedzőnek, aki a csapat támadójátékára helyezte a fő hangsúlyt. Négy sikertelen évet követően 1999 következett be a nagy áttörés. Pedig komoly sérülés miatt kiesett Tony Banks, az irányító, és a helyére az ismeretlen Kurt Warnert állították. A csapat valósággal szárnyalt, 13–3-ra megnyerték a csoportjukat, a rájátszásban pedig legyőzték a Minnesota Vikingst (49–37) és a Tampa Bay Buccaneerst (11–6), és bejutottak a Super Bowlba. A döntőt 2000. január 30-án tartották meg az Atlantai Georgia Dome-ban, 72 625 néző előtt. A mérkőzést a Rams nyerte a Tennessee Titans ellen 23–16-ra, és a meccs legértékesebb játékosának Kurt Warnert választották. A szezon végén egyébként Warner az év irányítója is lett, ezen kívül Dick Vermeil az év edzője, Marshall Faulk pedig az év támadójátékosa címet nyerte el. A szuperdöntő megnyerésével a Rams lett az első olyan klub, amely három város képviseletében is bajnoki címet szerzett.
A nagy sikert követően Dick Vermeil távozott, helyére az addigi offensive coordinator, Mike Martz lépett. A következő öt évben egy kivételével mindig bejutottak a rájátszásba, és 2001-ben a Super Bowlig is eljutott. A New England Patriots ellen lejátszott nagydöntőn azonban az ellenfél győzött 20–17-re. Az ezt követő szezonok nagyon rosszul sikerültek a csapatnak, szinte végig negatív mutatót tudtak csak elérni. A 2012-es évre a korábbi védőjátékost, a több csapatnál is edzősködő Jeff Fishert szerződtették vezetőedzőnek.

### Los Angeles Rams
2016. januárjában elfogadta a liga, hogy a Rams 20 év után visszaköltözzön Los Angelesbe.